# Мандрівники у часі (фільм, 1997)
«Мандрівники в часі» (англ. Time Tracers) — американський фантастичний фільм 1997 року.

## Сюжет
Репортер телебачення і два колишніх агента ЦРУ виходять на слід міжнародних злочинців, що використовують досягнення науки для своїх злодійських цілей. Їх бос здійснив проєкт «Хронос», що дозволяє переміщати людей у часі. У результаті хід історії був порушений.

## У ролях
- Рокі Паттерсон — Ван
- Доренда Мур — Кейсі
- Тайлер Мейсон — Том Донлеві
- Крістофер Хелдман — Джон Хармон
- Баррі Мерфі — Джулія Даффі
- Джеймс Майкл Тейлор — містер Радд
- Марк Наттер — Біфф
- Т.Дж. Маєрс — Джинджер
- Вероніка Калвер — Ірина Чо
- Джеффрі Комбс — доктор Керрінгтон